# マッテオ・リッチ (サッカー選手)
マッテオ・リッチ（Matteo Ricci，1994年5月27日 - ）は、イタリア・ローマ出身のサッカー選手。ポジションはミッドフィールダー。UCサンプドリア所属。
双子のフェデリコ・リッチも同じくサッカー選手である。

## 経歴

### クラブ
イタリアのローマに生まれASローマの下部組織で育ち、そこで2011-2012シーズンにはコッパ・イタリア・プリマヴェーラのタイトルを獲得した。しかしトップチームでのデビューの機会は訪れず、セリエB以下のクラブに繰り返しレンタル移籍した。
2018年7月31日にはセリエBのスペツィア・カルチョに完全移籍。自身2年目の2019-20シーズンにクラブはセリエAへの昇格プレーオフを制した。2020-2021シーズン、スペツィアにとっても初のセリエAの試合となった2020年9月27日の第2節サッスオーロ戦（第1節の試合は延期）で先発に名を連ね、セリエAデビューを果たした。最終的にリーグ戦38試合中29試合に出場し、クラブの1部残留に貢献した。
2021年8月30日、セリエBのフロジノーネ・カルチョにフリーで3年契約で加入した。2022年7月4日、ファティ・カラギュムリュクSKにレンタル移籍。
2023年7月10日、UCサンプドリアに移籍した。

### 代表
2021年3月19日、同月に行われる2022年カタールW杯欧州予選の3試合に向けた38名の選手として、アタランタのラファエウ・トロイと共にイタリア代表に初選出された。この際に出場機会は訪れなかったが、スペツィアの選手がイタリア代表に招集されるのはルイージ・スカラベッロ以来85年ぶりの出来事であった。